# 시코쿠 88개소

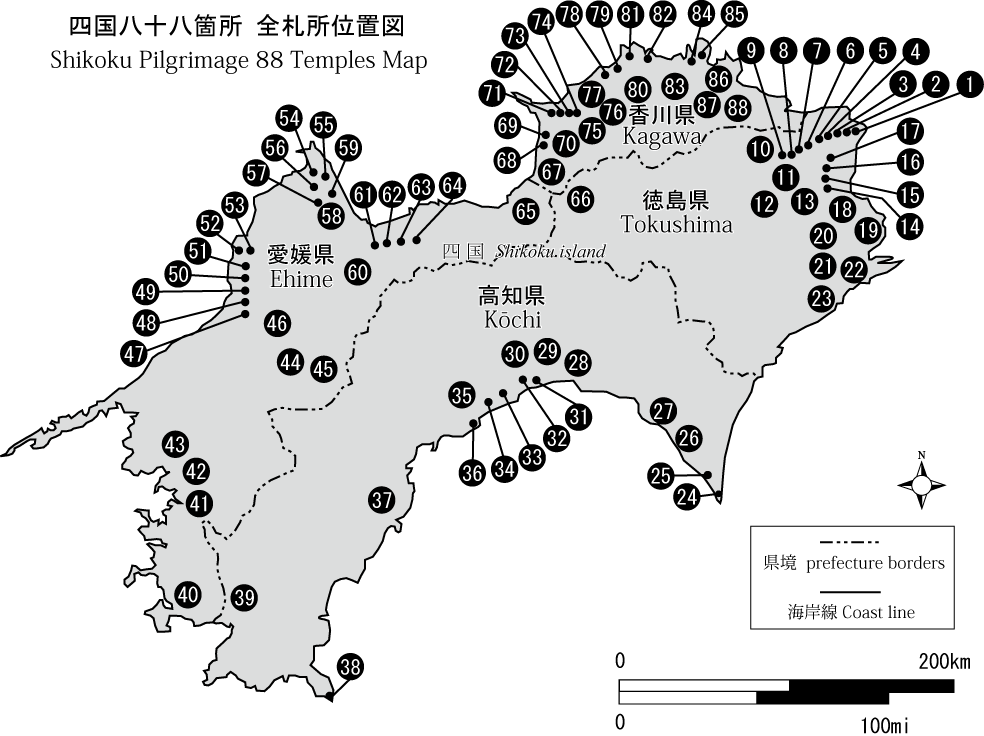

시코쿠 88개소(일본어: 四国八十八箇所 시코쿠하치쥬핫카쇼[*])는 시코쿠에 있는, 구카이(홍법대사)의 사적이 남은 88개 불교사원들을 총칭하는 것이다. 이 88개소를 순례하는 것을 시코쿠 편로(일본어: 四国遍路 시코쿠헨로[*])라고 한다. 이 순례를 88개소 순례(일본어: 八十八箇所巡礼 하치쥬하치카쇼쥰레이[*])라고도 하는데, 88개소 순례길은 시코쿠 이외에도 여러 지역에 존재한다.
아와국(현 도쿠시마현)에 “발심(発心)의 도장” 23개사, 토사국(현 고치현)에는 “수행(修行)의 도장” 16개사, 이요국(현 에히메현)에 “보리(菩提)의 도장” 26개사, 사누키국(현 카가와현)에 “열반(涅槃)의 도장” 23개사가 있다.
2015년(헤이세이 27년) 4월 24일에는 최초의 일본유산 18건 중 하나로서 “시코쿠 편로: 회유형 순례길과 독자적인 순례문화”가 문화청의 인정을 받았다. 2019년 10월 29일에는 문화청에서 역사의 길 100선 중 하나로 시코쿠 순례길을 선정했다.